# Демократичні ініціативи
Фонд «Демократи́чні ініціати́ви імені Ілька́ Ку́черіва» (ДІ, ДІФ, DIF) був заснований у 1992 році як неприбуткова, недержавна, аналітична організація. Розташований у Києві. Засновник та голова Фонду у 1992–2010 — Ілько Кучерів (1955-†2010). З 2010 по 2020  роки директором фонду була Ірина Бекешкіна. Науковий директор фонду — Олексій Гарань.
За часів керівництва фондом Іриною Бекешкіною, він став одним із провідних аналітичних центрів країни, який регулярно проводив дослідження громадської думки і аналізував важливі для українців процеси.

## Завдання
Фонд «ДІ» відомий[джерело?] як аналітична і просвітня організація, достовірне джерело інформації. Він заслужив таку репутацію, збираючи і безкоштовно поширюючи вчасну, точну і зрозумілу інформацію серед громадян, журналістів, парламентарів і політиків. Зокрема, «ДІ» спеціалізується на аналізі громадської думки, аналізі соціальних і політичних тенденцій, проведенні семінарів та навчань для журналістів і політиків, міжнародних обмінах.

## Методи роботи
Фонд «ДІ» поширює інформацію трьома шляхами:
- Фонд «ДІ» організовує конференції стосовно актуальних економічних і політичних тем, а також організовує круглі столи, які збирають разом журналістів і аналітиків з метою обговорення ключових питань, пов'язаних з громадською думкою.[джерело?]
- Фонд «ДІ» організовує прес-конференції і видає прес-релізи з інформацією, яку він зібрав і проаналізував. Такі відомі засоби масової інформації, як газети Washington Post, Ukrainian Weekly, Gazeta Wyborcza, Kyiv Post, «Голос України», «День», «Україна молода», УТ-1, «Студія 1+1», «Інтер», СТБ, «Новий канал», «5-й канал», Радіо «Свобода», Бі-Бі-Сі; Інтернет-видання «Українська правда», «Форум», «Телекритика», «Korespondent.net», «Ukraina.ru» та багато інших регулярно оприлюднюють результати опитувань та аналізу «ДІ».
- Фонд «ДІ» публікує власну інформацію у своєму бюлетені «Політичний портрет України», часописі «Громадська думка», книжках, а також серії брошур «Україна на шляху до відкритого суспільства», має сторінку в Інтернеті: www.dif.org.ua.

## Співробітники-аналітики
З Фондом «ДІ» співпрацюють відомі в Україні економісти, соціологи, політичні аналітики і журналісти. Ці аналітики, чиї дослідження публікуються у ґрунтовних монографіях, низці журналів і газет, регулярно використовуються на радіо та телебаченні, добре відомі в академічному світі. В аналізі соціополітичної та економічної ситуації в Україні також регулярно беруть участь видатні політики і журналісти.[джерело?]
Багатогранність досвіду його співробітників дозволяє Фондові «ДІ» аналізувати перетворення в Україні з різних точок зору, забезпечуючи інформацією високої якості.[джерело?]

## Досвід проведення опитувань
«ДІ» провів 47 загальнонаціональних опитування, 34 регіональних опитування, понад 200 опитувань з різних питань, зокрема: рівень підтримки потенційного вступу України в НАТО і ЄС; поінформованість громадян про НАТО і ЄС; питання молодіжної політики, 5 широких дослідження українських політичних лідерів, парламентарів, журналістів, урядової та наукової еліти, а також проводить регулярні експертні опитування найавторитетніших українських журналістів.[джерело?]
«ДІ» організував опитування екзит-пол у день виборів до Верховної Ради України (1998 р.), два опитування екзит-пол під час обох турів виборів Президента України (1999 р.), опитування екзит-пол у день виборів Верховної Ради України (2002 р.), опитування екзит-пол під час виборів мера міста Мукачевого (квітень 2004 р.), три опитування екзит-пол під час двох турів та переголосування другого туру виборів Президента України (2004 р.), опитування екзит-пол у день виборів до Верховної Ради України (2006 р.), екзит-пол у день позачергових виборів до Верховної Ради України 30 вересня 2007 року[джерело?]

## Публікації
«ДІ» видає бюлетень «Політичний портрет України» (1992–2006 рр.; 36 україномовних і 8 англомовних випусків), серію брошур «Україна: на шляху до відкритого суспільства» (10 випусків), журнал «Громадська думка» (2004–2005 рр.; 7 номерів), підтримує Інтернет-сторінку Фонду www.dif.org.ua (з 1993 р.), сайт www.exitpoll.org.ua (2004, 2006 рр.), розміщує матеріали на сайті мережі аналітичних центрів України www.intellect.org.ua.. Вийшли друком: книга «Шлях до перемоги. Технологія виборчої кампанії» (1993 р.), книга «Соціальні наслідки Чорнобильської катастрофи» (1996 р.), бюлетень «Вибори-99» (1999 р.; 6 випусків), книга «Перспективи розвитку недержавних аналітичних центрів в Україні» (2000 р.), книга «Українське суспільство: 1994–2001. Результати опитування громадської думки» (2001 р.), брошура «Майбутнє України: погляд молодих лідерів» (2001 р.), брошура «Завдання новообраного парламенту: погляд молодих» (2002 р.), книга «Вибори-2002 в оцінках громадян та експертів» (2002 р.), книга «Загальнонаціональні опитування exit poll» (2002 р.), брошура «Журналістська думка 2001–2002» (2002 р.), брошура «Вибори в Україні: законодавство і практика та їх відповідність європейським стандартам» (2003 р.), книги «Українське суспільство 1994–2004: соціологічний моніторинг» (2004 р.), «Національний екзит-пол'2004», «Українське суспільство 1994–2005: соціологічний моніторинг» (2005 р., українською та англійською мовами), «Національний екзит-пол: парламентські вибори'2006». «ДІ» випускає численні прес-релізи прес-служби «ДІ».